# День святого Сильвестра
День святого Сильвестра (Селіверстерів день) — релігійне і народне свято, яке є днем свята папи Сильвестра I, святого, який був папою з 314 по 335 рік. Середньовічна легенда стверджує, що він навернув імператора Костянтина. Серед західних церков свято відзначається в річницю смерті святого Сильвестра, 31 грудня. Для цих християнських конфесій День святого Сильвестра літургійно відзначає сьомий день Різдва. Східні церкви відзначають свято Сильвестра в інший день, ніж західні церкви, 2 січня. Святкування Дня святого Сильвестра відзначається відвідуванням церкви на літургії, яка часто проводиться близько опівночі, а також феєрверками, вечірками та бенкетами. Як правило, є робочим днем.
В Україні Селіверстів день відзначається 2 січня та вважається курячим святом, на яке чистять курники, ладнають сідала, обкурюють стіни димом від тліючого оману або коров'ячого гною з вугіллям.

## Історія та святкування
Папа римський Сільвестр I народився в III столітті в Римі в християнській родині. Про життя цього Святого проповідника відомо дуже мало, але одна легенда дійшла до наших днів через багато століть. Згідно з цією давньою легендою, 314 року нашої ери, Святий Сильвестр зловив старозавітне чудовисько — морського змія Левіафана. У католицькому середовищі вважалося, що в 1000 році цей біблійний монстр вирветься на свободу і тоді настане кінець світу. Однак, стараннями Святого Сильвестра цього не сталося, Сильвестр врятував світ від біблійної катастрофи. У цій легенді об'єдналися образ Сильвестра I, який вбив дракона 314 року, і Сильвестра II, котрого вважали магом, що протистоїть підступам диявола, папа римський в 999—1003 роках.
У річницю завершення мирського життя Сильвестра I, католики віддають йому молитви й шанують цей день, як «День Святого Сильвестра». Католики вбираються у святкові маскарадні костюми й називають себе Сильвестр-Клаусами (жартівливий каламбур від Санта-Клаус). У низці країн останній день року, що минає так і називають — «Сильвестром» і питання «Куди збираєшся на Сильвестра?», По суті означає «Де плануєш відзначати Новий рік?»

## Традиції в різних країнах

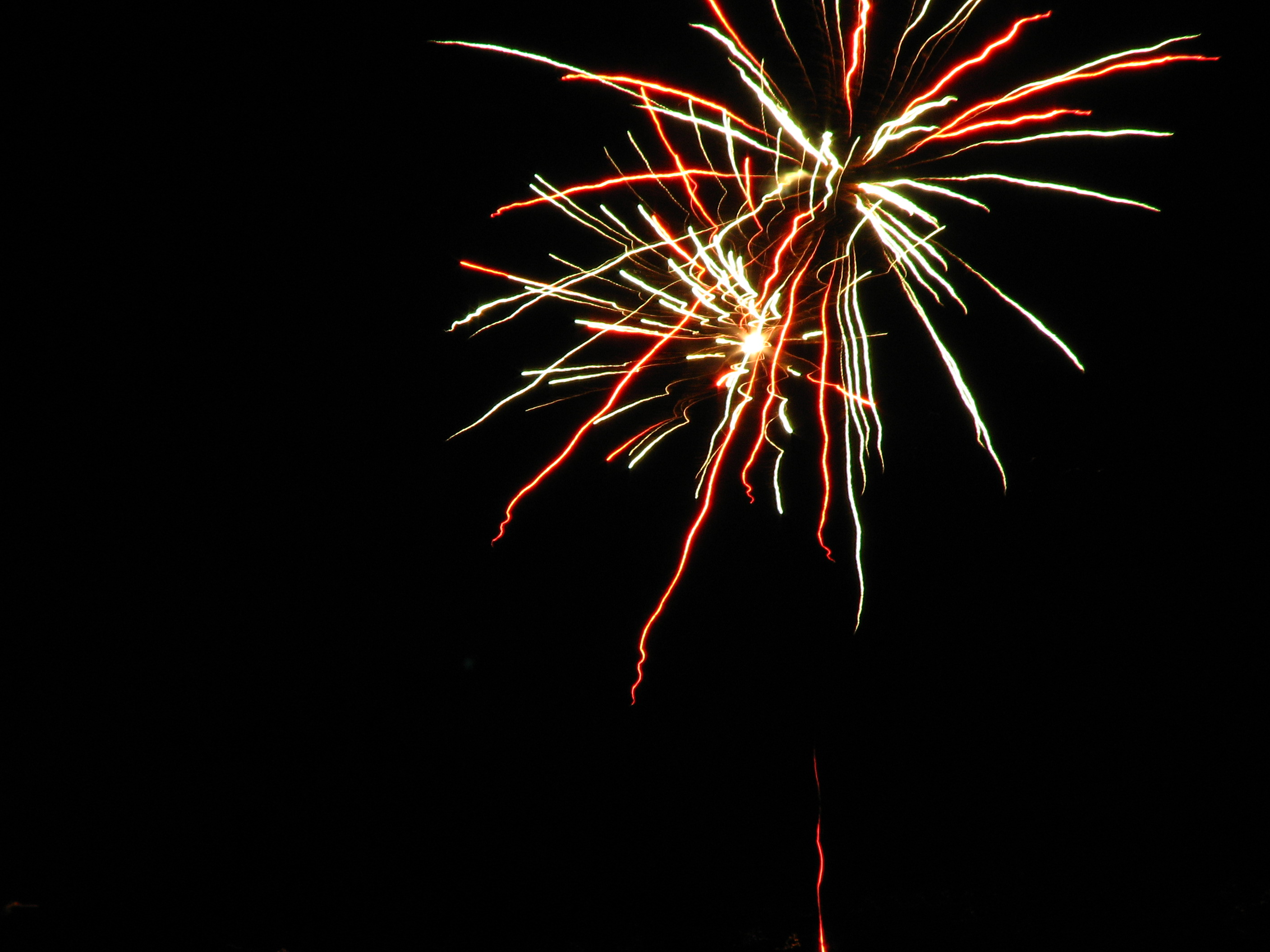
Феєрверк до Дня cвятого Сильвестра у Кракові

У деяких країнах, насамперед у Європі, варіант імені Сільвестр використовується як більш поширена назва свята; до цих країн входять Австрія, Боснія і Герцеговина, Хорватія, Чехія, Франція, Німеччина, Угорщина, Ізраїль, Італія, Ліхтенштейн, Люксембург, Польща, Словаччина, Швейцарія та Словенія.

### Австрія та Німеччина

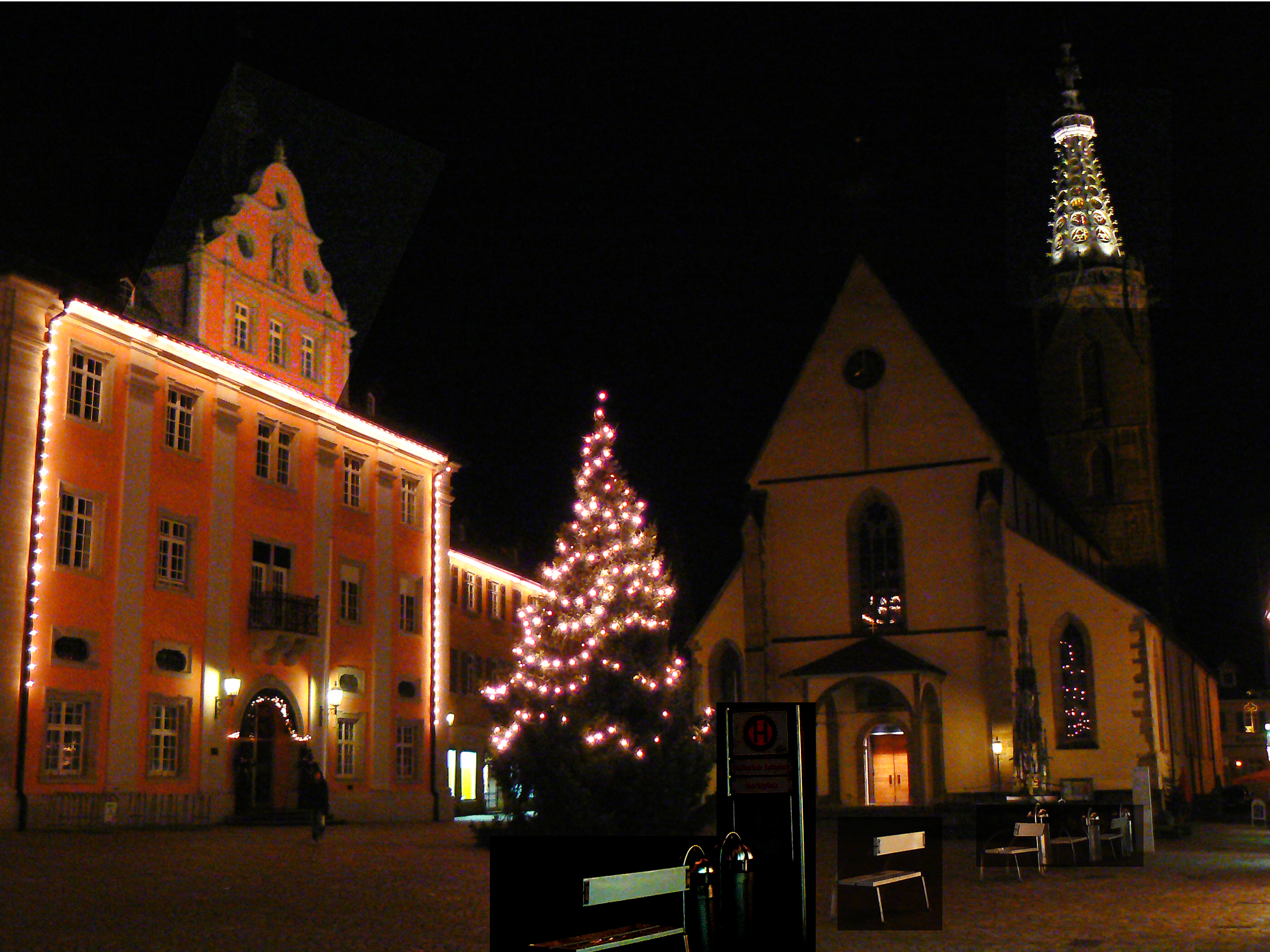
Німецьке місто Роттенбург-ам-Неккар прикрасили до Різдва та Сільвестра

У столиці Австрії, Відні, люди вигулюють свиней на повідку на святкування Дня святого Сільвестра в надії на удачу в наступному році. Багато християнських домогосподарств у Німеччині відзначають День святого Сільвестра, практикуючи звичай Bleigiessen з використанням Сільвестерового свинця, під час якого його розплавляють над полум'ям у старій ложці та опускають у миску з холодною водою; за формою свинця визначають долю на наступний рік. Якщо свинець утворює м'яч, удача покотиться, а форма зірки означає щастя.

### Бельгія
У християн Бельгії існує традиція, згідно з якою дівчина, яка не закінчить свою роботу до заходу сонця в день святого Сільвестра, не вийде заміж у наступному році.

### Бразилія
Разом з феєрверками, у День святого Сільвестра проходять шосейні перегони святого Сільвестра, найстаріша та найпрестижніша бігова подія Бразилії.

### Ізраїль
В Ізраїлі Новий рік називають Сільвестром, щоб відрізнити його від Рош га-Шана — єврейського Нового року, який настає або у вересні, або в жовтні.
Оскільки деякі ізраїльтяни вважають Папу Сильвестра антисемітом, святкування Нового року викликало розбіжності серед частини єврейського населення країни, а святкування, як правило, відносно скромні порівняно з іншими країнами. У 2014 році звіт виробника носимих пристроїв показав, що в середньому 33 % ізраїльтян лягли спати до півночі 31 грудня; примітно, що Сильвестр не є офіційним святом в Ізраїлі, а 1 січня є звичайним робочим днем, якщо тільки не припадає на вихідні.
Радянську діаспору (наприклад, російських євреїв), які святкують Новий рік — світське святкування Нового року з елементами Різдва, встановлене комуністичною партією, — іноді критикували за святкування антисемітського свята. У середині 2010-х років з'явилися кампанії, спрямовані на популяризацію свята серед іммігрантів в Ізраїлі в першому та другому поколіннях, а також серед неросіян, намагаючись розвинути культурну обізнаність.

### Італія
У день святого Сильвестра «їдять сочевицю і скибочки ковбаси, тому що вони схожі на монети і символізують удачу і багатство життя в майбутньому році».

### Нідерланди
Останнього, хто прокинеться в цей день, називають «Сильвестр». Любитель подрімати буде зобов'язаний, згідно з святкової традиції, заплатити штраф. В давнину голландські дівчата дуже старалися бути старанними і до заходу сонця виконати всю домашню роботу. Вважалося, що подібна старанність допоможе в пошуках судженого і на майбутній рік старанна дівиця неодмінно стане нареченою.

### Осетія
Ще в XIX століття номінально християнські осетини — давній іранський народ Кавказу, що походить від скитів — усе ще мали клас шаманських віщунів, яких називали Буркудзаута або Курисдзаута, які напередодні дня святого Сільвестра, здійснювали мандрівки мрії до країни мертвих, щоб вирвати у войовничих мерців рясний урожай наступного року. Цю практику вперше задокументував у 1824 році піонер-етнограф і сходознавець Юліус Клапрот. Італійський історик Карло Гінзбург зазначив (у своїй праці «Екстази: Розшифровка шабашу відьом») помітні паралелі між цією осетинською «боротьбою в екстазі» та тими, що раніше практикували бенанданті з Фріулі, а також деякі інші шаманські особи в Угорщині та Балкани.

### Україна
В Україні «Селіверстів день» або «День Кура і Курки» зазначається за народними звичаями 2 січня як у Болгарії, Греції, Румунії та на Кіпрі. Цей день вважається курячим святом: чистять курники, ладнають сідала, обкурюють стіни димом від тліючого оману або коров'ячого гною з вугіллям. У ряді місць в курнику неодмінно висів «курячий бог», щоб потвори не тиснули курей. Рано вранці бабусі омивали наговорная водою притолоки біля дверей, щоб захистити вхід в хату хворобам-гарячкам.

### Чехія
У цій країні на Сильвестра неодмінно готують коропа з яблуками, хріном та сочевицею. Вважається, що подібне частування пролог до удачі та щастя в наступаючому році. Категорично не вітається на святковому столі птиця, вважається, що через це щастя може «полетіти» як та пташка.

### Швейцарія
Вранці в день святого Сільвестра діти християнської родини змагаються між собою, хто швидше прокинеться; дитина, яка встає останньою, грайливо висміюється. Століттями чоловіки маскувалися під Сільвестерклауса в день святого Сільвестра.

## Приказки та прикмети
- Місяць — на шкоду, а нечиста сила — на світло.
- Святий Сільвестр жене гарячок — сестер за сімдесят сім земель.
- Гарячка — НЕ матка: лупить, не шкодує.
- У Сильвестерів день заговорюють гарячку.
- На всяку хворобу зілля виростає.

- Куру і курку слава!
- Хлопцям роздають птахів з глини.
- На Сильвестра волосся не стрижуть, а то вони з голови втечуть (до лисини).
- Погода цього дня вказує на погоду серпня.